# 保罗·奥西地区考古博物馆
西西里锡拉库萨的保罗·奥西地区考古博物馆（Museo archeologico regionale Paolo Orsi）是欧洲主要的考古博物馆之一。

## 历史
1780年，阿拉戈纳主教为“塞米纳里奥博物馆”（Museo del Seminario）举行了落成典礼。1808年改为“公民博物馆（Museo Civico），在总主教宫附近。1878年6月17日的皇家法令，批准成立锡拉库萨国家考古博物馆。1886年，博物馆在主教座堂广场落成。
从1895年到1934年，保罗·奥西领导这座博物馆，但越来越发现需要一个新的空间。目前的馆址位于兰多利纳别墅花园，由建筑师弗兰科·米尼西设计，于1988年1月落成，共有两层，面积9000平方米。最初只有一层楼和3000米的地下室向公众开放，其中包含一个礼堂。
2006年，一个新的展览区在上层落成，专门用于古典时期，但更多的空间仍然没有使用。2014年的最后一次扩建，用于展示阿德尔菲亚石棺和锡拉库萨地下墓穴中的其他发现。

## 收藏

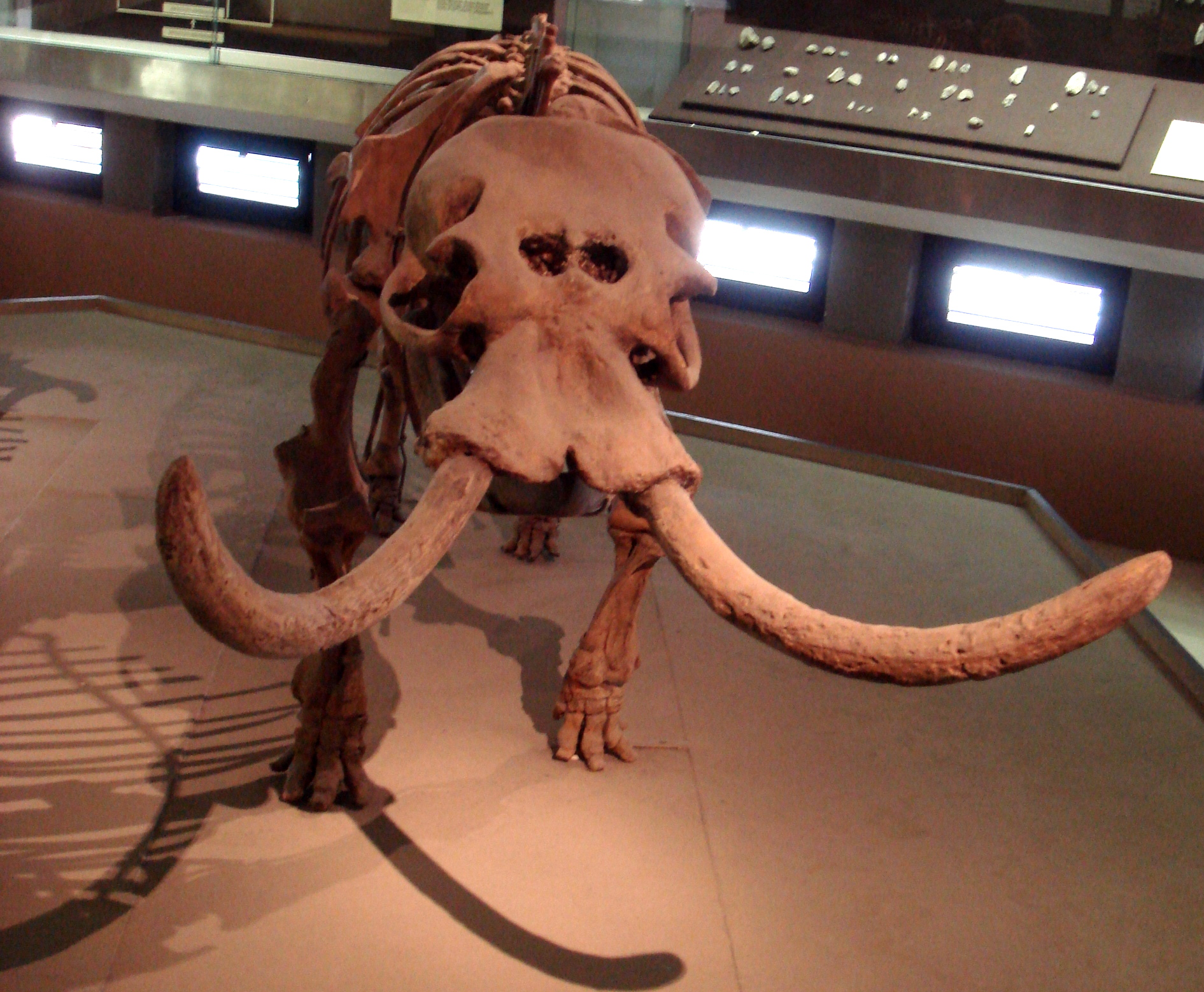

该博物馆收藏了史前、希腊和罗马时期的文物，这些文物是在该市和西西里其他地点的考古发掘中发现的。空间分为四个部分（A-D）和一个中心空间（1区），用于展示博物馆的历史，并简要介绍各个部分展示的材料。

### A区
A区展出史前时期（旧石器时代晚期-铁器时代），展示岩石和化石，证明西西里岛在第四纪时期发现的各种动物。它前面有一个剖面，显示了地中海和伊比利亚带的地质特征。

### B区

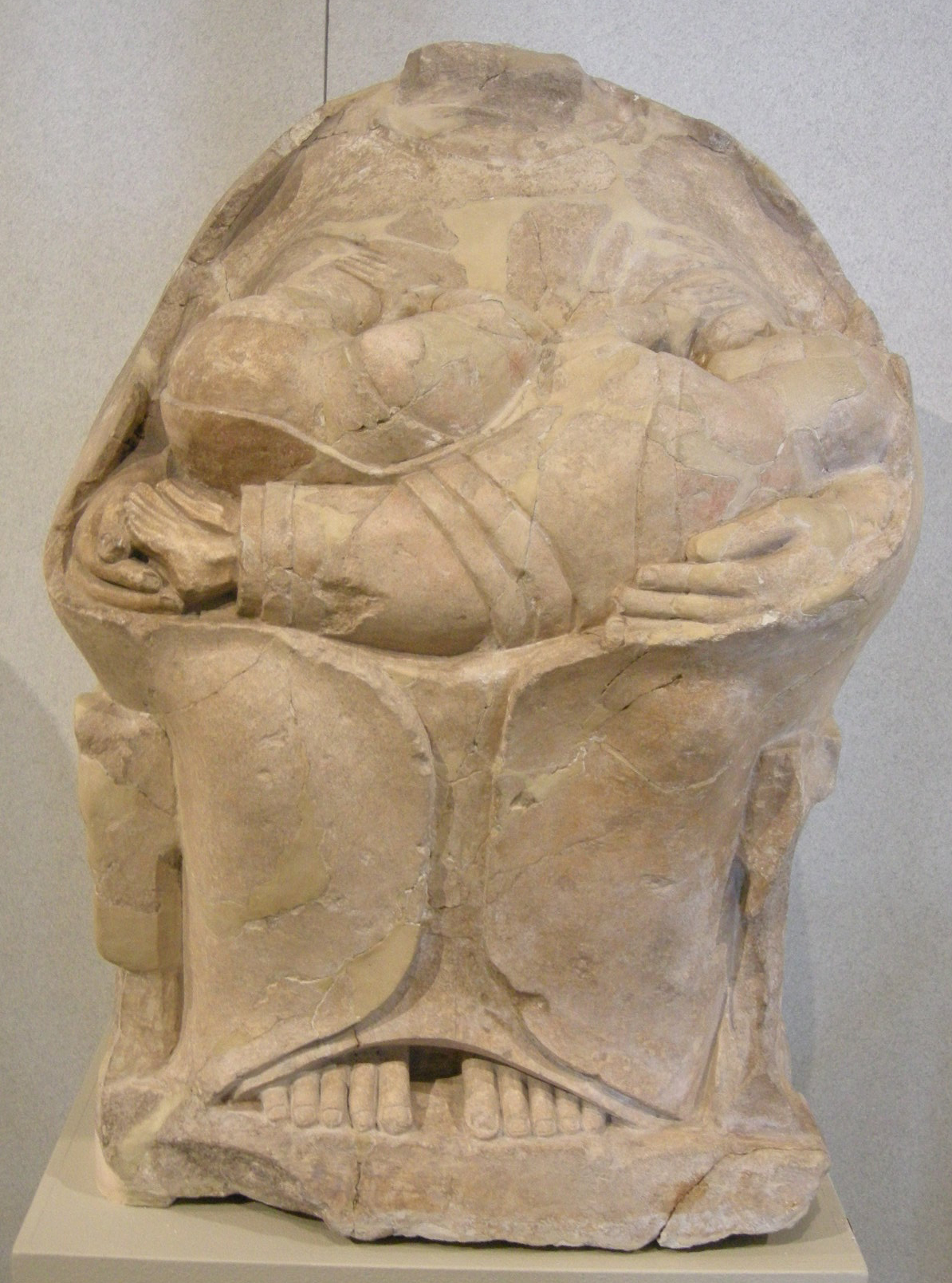
无头女性雕像

在B区，收藏爱奥尼亚和多立克时期希腊在西西里的殖民地文物，可以看到希腊殖民地在西西里的位置及其各自的母城。展出的还有： 
- 公元前五世纪的无头大理石青年雕像, 在伦蒂尼发现
- 无头女性石灰岩雕像，怀有双胞胎，在梅加拉·海布雷亚发现[2]
- 得墨忒耳和珀耳塞福涅雕像以及戈耳工，在梅加拉·海布雷亚发现
- 奥古斯都头像，在琴图里佩发现

### C区
在C区，有来自叙拉古殖民地的发现：阿克莱（公元前664年）、卡斯梅奈（公元前644年）、卡马里纳（公元前598年）、埃洛罗，以及西西里岛东部的其他中心，杰拉和阿格里真托。

### D区

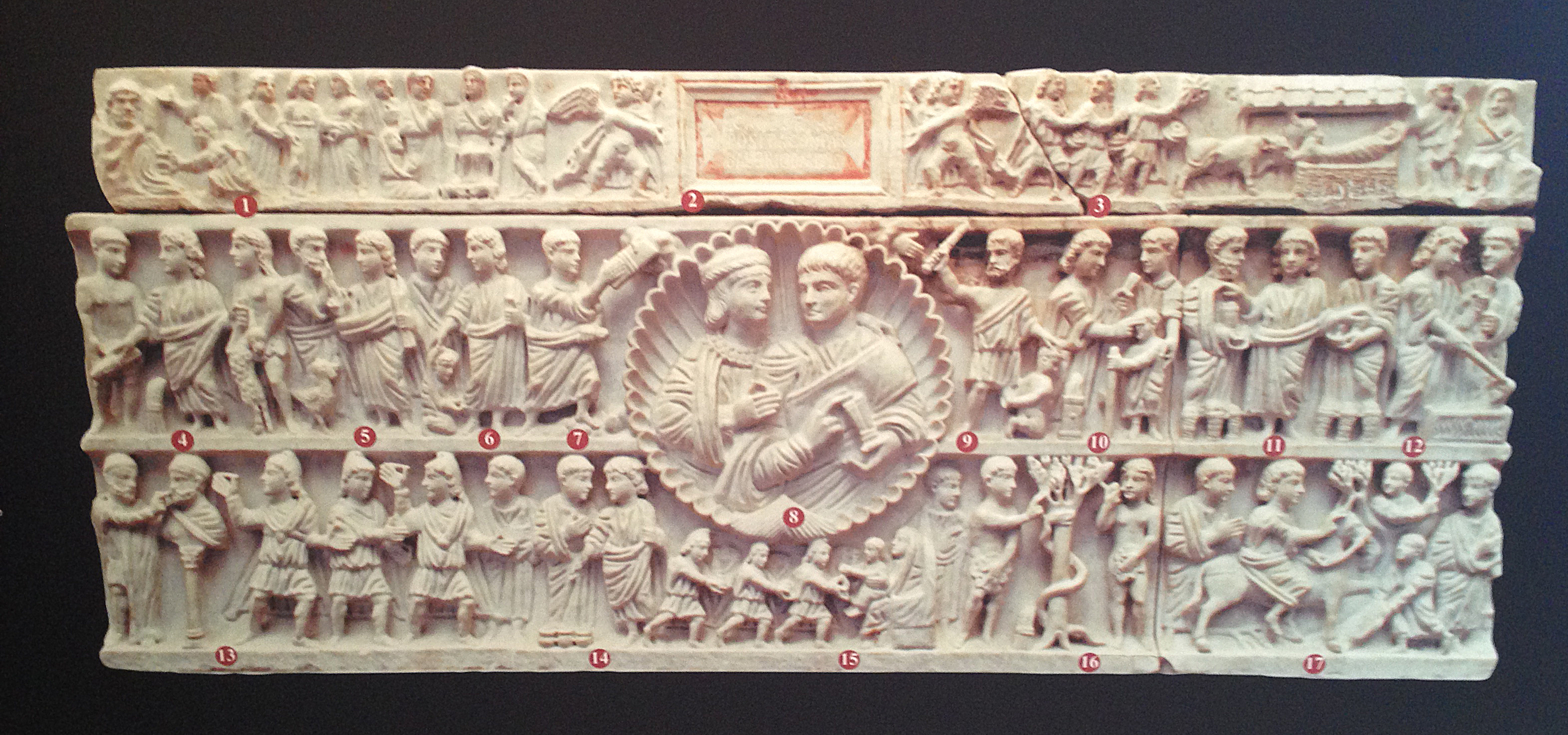
阿德尔菲亚石棺

D区位于楼上，于2006年落成，包含希腊化和罗马时期的发现。它包含了博物馆中最著名的两件作品：古基督教的“阿德尔菲亚石棺”和“兰多利纳的维纳斯”（Venus Landolina），1804年在锡拉库萨发现，被路易吉·贝纳布·布雷亚描述为“卓越的雕刻、对裸体的精致处理、令人难以置信的活泼和柔软”。此外，还展出从主教座堂广场“钱柜”中挑选的钱币。

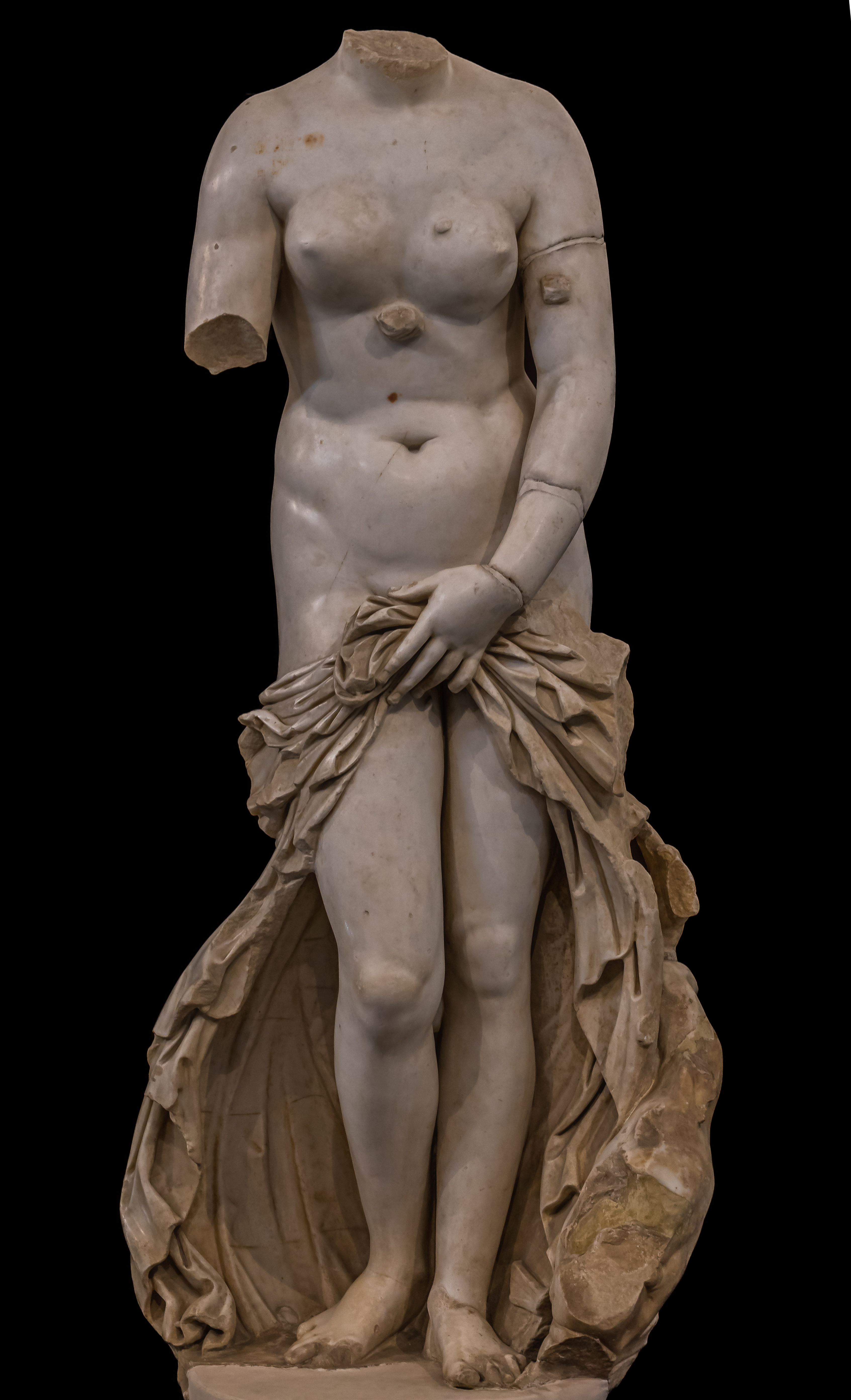
兰多利纳的维纳斯

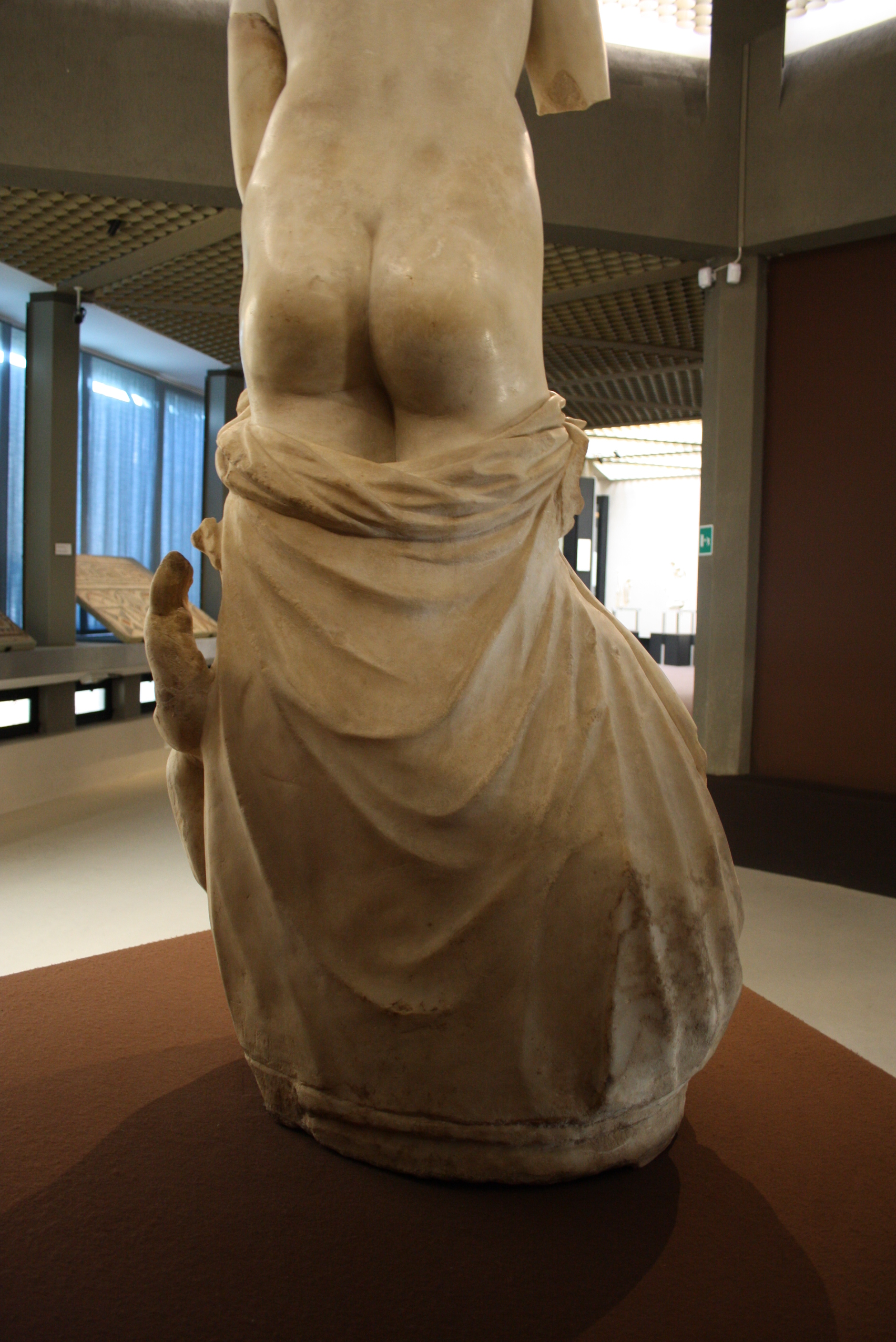
兰多利纳的维纳斯后部

## 兰多利纳别墅
位于兰多利纳古别墅旁边，博物馆外，可以参观对面的公园，那里有希腊和罗马时期的文物，还有一座非天主教公墓，内有诗人奥古斯特·冯·普拉滕的坟墓。